# Повратак Лукаса
Повратак Лукаса (шп. El regreso de Lucas) перуанско-аргентинска је теленовела снимана 2016. и 2017. године.
У Србији се премијерно емитовала током 2018. године на телевизији Прва, а касније и на Прва ворлд.

## Синопсис
Прича се одвија у богатој породици која је власник пољопривредне компаније Агро Ајала. Породицу погађа тешка несрећа када најстарији син, четворогодишњи Лукас нестане на плажи. Мајка Елена се не мири са судбином. Она верује да је њен син жив, и почиње опсесивну потрагу за дететом. Усмерена искључиво на своје снове, Елена запоставља осталу децу — ћерку Каталину и сина Хуана, као и супруга Рејналда.
Рејналдо је директор фирме Агро Ајала, коју је основао Еленин отац, Мануел. За разлику од супруге, нема наде да ће се Лукас вратити. Дистанциран је од Елене, често је вара и ради мутне послове у фирми, што је и изазвало Лукасов нестанак, међутим то крије. Каталина је њихова ћерка, води фондацију Агро Ајала, која помаже сиромашним сељацима. Изузетно пати за Лукасом и уопште ситуацијом у породици. Хуан је најмлађе дете Дијас Ајалиних, заљубљен у сурфовање, вожњу моторе и сличне ствари, јако напрасит и необуздан. Изузетно је исфрустриран на мајку због њене опсесије Лукасом, за кога не верује да ће се икада вратити и не гаји неку посебну наду за то. Иако жели да остави утисак снажне особе, јако је тужан што га родитељи, нарочито Елена, због Лукаса занемарују. Једина подршка Елени у потрази, током свих ових година, јесте детектив Карденас, који крије да је од првог дана заљубљен у њу.
Након 20 година од Лукасовог нестанка, Елена добија фотографију свог сина. За њу је то знак и доказ да је у праву што се свих претходних година борила да га пронађе. Коначно, једног дана, млади момак се појављује на вратима тврдећи да је он Лукас. Рејналдо је сумњичав, док му Хуан не верује и не жели га у својој близини. Каталина крије да је срела младића вече раније, у бару, те да су се пољубили, не знајући да су можда брат и сестра. Обоје крију да гаје недозвољена осећања једно према другом...
Да ли је то заиста Лукас?

## Улоге
| Глумац:                      | Улога:                              |
| ---------------------------- | ----------------------------------- |
| Ана Марија Ороско            | Елена Ајала де Дијас                |
| Пабло Мартинез               | Лукас Дијас Ајала Пабло Продан      |
| Салвадор дел Солар           | Рејналдо Дијас                      |
| Макарена Ахага               | Каталина "Ката" Дијас Ајала         |
| Серхио Ђуриновић             | Хуан Дијас Ајала                    |
| Дијего Берти                 | Онорио Карденас                     |
| Фабрисио Агилар              | Оскар Луна Октавио Лагуна           |
| Лучо Касерес                 | Франсиско "Франк" Месонет           |
| Марсело Ривера               | Едгардо Верона                      |
| Мари Пили Бареда             | Ненси Месонет                       |
| Мајела Лосла                 | Лила Молина                         |
| Ингрид Алтамирано            | Ана Месонет                         |
| Гонзало Реворедо             | Мартин дел Рио                      |
| Франсиско Бас                | Ринго Мартинез Лукас Карденас Ајала |
| Алесандра Денегри            | Клои Вилхелм                        |
| Густаво Мак Ленан            | Мануел Ајала                        |
| Фернандо Баковић             | Хаиме Гарбулски                     |
| Мартин Веласкез              | Патрисио "Пато" Верона              |
| Љиљана Трухиљо               | Кармен                              |
| Наталија Салас               | Ема Бауер                           |
| Емилио Ногерол               | Нико                                |
| Естефано Букели              | Лало                                |
| Карина Јордан                | Паула Нунјес                        |
| Матијас Рајгада              | Ћемо Продан                         |
| Вања Акинели                 | Софија "Софи"                       |
| Оскар Белтран                | Норберто "Норби"                    |
| Милене Васкез                | Мерседес Сандовал                   |
| Брандо Галеси                | Тоби Месонет                        |
| Милет Фигуероа               | Далија                              |
| Баутиста Мартинез Тискорнија | Хуго                                |
| Марио Веласкез               | Тони Продан                         |
| Ванеса Саба                  | Ванеса Кардалес                     |
| Карлос Места                 | Марио Мартинез Ектор Салватјера     |
| Пабло Ередиа                 | Доктор Катс                         |
| Елса Оливеро                 | Јуријана Кубас де Мартинез          |
| Гонзало Самаме Оливас        | Лукас Дијас Ајала (као дете)        |